# Matilde di Schaumburg-Lippe
Matilde Augusta Guglielmina Carolina di Schaumburg-Lippe (Bückeburg, 11 settembre 1818 – Karlsruhe, 14 agosto 1891) fu una principessa di Schaumburg-Lippe e duchessa consorte del Württemberg.
Era la seconda figlia di Giorgio Guglielmo, prima conte e poi dal 1806 principe di Schaumburg-Lippe, e di Ida di Waldeck e Pyrmont.
Venne data in sposa ad Eugenio, figlio ed erede del duca Eugenio di Württemberg (1788-1857). Il matrimonio venne celebrato a Bückeburg il 15 luglio 1843.
Diede alla luce tre figli:
- Guglielmina Eugenia (11 luglio 1844 - 24 aprile 1892), che sposò lo zio Nicola di Württemberg;
- Duca Eugenio (20 agosto 1846 - 27 gennaio 1877), che sposò la Granduchessa Vera Konstantinovna di Russia;
- Paolina Matilde (11 aprile 1854 - 24 aprile 1914), che sposò Melchor Hans Ottokar Willim rinunciando al suo titolo nobiliare.

## Ascendenza
|                                       |                                             |                                                      | Genitori                                  |  |  | Nonni |  |  | Bisnonni                              |  |  | Trisnonni                              |  |
|                                       |                                             |                                                      |                                           |  |  |       |  |  | Federico Ernesto di Lippe-Alverdissen |  |  | Filippo Ernesto I di Lippe-Alverdissen |  |
|                                       |                                             |                                                      |                                           |  |  |       |  |  | Federico Ernesto di Lippe-Alverdissen |  |  | Filippo Ernesto I di Lippe-Alverdissen |  |
|                                       |                                             | Dorotea Amalia di Schleswig-Holstein-Sonderburg-Beck |                                           |  |  |       |  |  | Federico Ernesto di Lippe-Alverdissen |  |  |                                        |  |
| Filippo II di Schaumburg-Lippe        |                                             |                                                      |                                           |  |  |       |  |  | Federico Ernesto di Lippe-Alverdissen |  |  |                                        |  |
|                                       |                                             | Elisabetta Filippina di Friesenhausen                | …                                         |  |  |       |  |  |                                       |  |  |                                        |  |
|                                       |                                             | Elisabetta Filippina di Friesenhausen                | …                                         |  |  |       |  |  |                                       |  |  |                                        |  |
|                                       |                                             | Elisabetta Filippina di Friesenhausen                | …                                         |  |  |       |  |  |                                       |  |  |                                        |  |
| Giorgio Guglielmo di Schaumburg-Lippe |                                             | Elisabetta Filippina di Friesenhausen                |                                           |  |  |       |  |  |                                       |  |  |                                        |  |
|                                       |                                             | Guglielmo d'Assia-Philippsthal                       | Carlo I d'Assia-Philippsthal              |  |  |       |  |  |                                       |  |  |                                        |  |
|                                       |                                             | Guglielmo d'Assia-Philippsthal                       | Carlo I d'Assia-Philippsthal              |  |  |       |  |  |                                       |  |  |                                        |  |
|                                       |                                             | Guglielmo d'Assia-Philippsthal                       | Caterina Cristina di Sassonia-Eisenach    |  |  |       |  |  |                                       |  |  |                                        |  |
| Giuliana d'Assia-Philippsthal         |                                             | Guglielmo d'Assia-Philippsthal                       |                                           |  |  |       |  |  |                                       |  |  |                                        |  |
|                                       |                                             | Ulrica Eleonora d'Assia-Philippsthal-Barchfeld       | Guglielmo d'Assia-Philippsthal-Barchfeld  |  |  |       |  |  |                                       |  |  |                                        |  |
|                                       |                                             | Ulrica Eleonora d'Assia-Philippsthal-Barchfeld       | Guglielmo d'Assia-Philippsthal-Barchfeld  |  |  |       |  |  |                                       |  |  |                                        |  |
|                                       |                                             | Ulrica Eleonora d'Assia-Philippsthal-Barchfeld       | Carlotta Guglielmina di Anhalt-Zeitz-Hoym |  |  |       |  |  |                                       |  |  |                                        |  |
| Matilde di Schaumburg-Lippe           |                                             | Ulrica Eleonora d'Assia-Philippsthal-Barchfeld       |                                           |  |  |       |  |  |                                       |  |  |                                        |  |
|                                       | Carlo Augusto Federico di Waldeck e Pyrmont | Federico Antonio Ulrico di Waldeck e Pyrmont         |                                           |  |  |       |  |  |                                       |  |  |                                        |  |
|                                       | Carlo Augusto Federico di Waldeck e Pyrmont | Federico Antonio Ulrico di Waldeck e Pyrmont         |                                           |  |  |       |  |  |                                       |  |  |                                        |  |
|                                       | Carlo Augusto Federico di Waldeck e Pyrmont | Luisa di Birkenfeld-Bischweiler                      |                                           |  |  |       |  |  |                                       |  |  |                                        |  |
| Giorgio I di Waldeck e Pyrmont        | Carlo Augusto Federico di Waldeck e Pyrmont |                                                      |                                           |  |  |       |  |  |                                       |  |  |                                        |  |
|                                       |                                             | Cristiana Enrichetta del Palatinato-Zweibrücken      | Cristiano III del Palatinato-Zweibrücken  |  |  |       |  |  |                                       |  |  |                                        |  |
|                                       |                                             | Cristiana Enrichetta del Palatinato-Zweibrücken      | Cristiano III del Palatinato-Zweibrücken  |  |  |       |  |  |                                       |  |  |                                        |  |
|                                       |                                             | Cristiana Enrichetta del Palatinato-Zweibrücken      | Carolina di Nassau-Saarbrücken            |  |  |       |  |  |                                       |  |  |                                        |  |
| Ida di Waldeck e Pyrmont              |                                             | Cristiana Enrichetta del Palatinato-Zweibrücken      |                                           |  |  |       |  |  |                                       |  |  |                                        |  |
|                                       |                                             | Cristiano Günther III di Schwarzburg-Sondershausen   | Augusto I di Schwarzburg-Sondershausen    |  |  |       |  |  |                                       |  |  |                                        |  |
|                                       |                                             | Cristiano Günther III di Schwarzburg-Sondershausen   | Augusto I di Schwarzburg-Sondershausen    |  |  |       |  |  |                                       |  |  |                                        |  |
|                                       |                                             | Cristiano Günther III di Schwarzburg-Sondershausen   | Carlotta Sofia di Anhalt-Bernburg         |  |  |       |  |  |                                       |  |  |                                        |  |
| Augusta di Schwarzburg-Sondershausen  |                                             | Cristiano Günther III di Schwarzburg-Sondershausen   |                                           |  |  |       |  |  |                                       |  |  |                                        |  |
|                                       |                                             | Carlotta Guglielmina di Anhalt-Bernburg              | Vittorio Federico di Anhalt-Bernburg      |  |  |       |  |  |                                       |  |  |                                        |  |
|                                       |                                             | Carlotta Guglielmina di Anhalt-Bernburg              | Vittorio Federico di Anhalt-Bernburg      |  |  |       |  |  |                                       |  |  |                                        |  |
|                                       |                                             | Carlotta Guglielmina di Anhalt-Bernburg              | Albertina di Brandeburgo-Schwedt          |  |  |       |  |  |                                       |  |  |                                        |  |
|                                       |                                             | Carlotta Guglielmina di Anhalt-Bernburg              |                                           |  |  |       |  |  |                                       |  |  |                                        |  |